# Cincinnati Bengals
Els Cincinnati Bengals són una franquícia de futbol americà amb seu a Cincinnati, Ohio. Actualment són membres de la Divisió Nord de l'American Football Conference (AFC) de la National Football League.
El seu estadi és el Paul Brown Stadium i els seus colors són el negre, el taronja i el blanc.

## Història
Durant la seva primera temporada el 1968 els Bengals van ser una franquícia de l'American League of Football (AFL) però es van unir a l'NFL l'any 1970 per la fusió entre l'AFL i l'NFL.
Al llarg de la seva història els Bengals han disputat tres finals de la Super Bowl, les dues als anys vuitanta, la Super Bowl XVI (1982), la Super Bowl XXIII (1989) i la Super Bowl LVI perdent dues contra els San Francisco 49ers (XVI, XXIII) i una contra els Los Angeles Rams (LVI).

## Palmarès
- Campionats de lliga (0)
- Campionats de conferència (3)
  - AFC: 1981, 1988, 2021.
- Campionats de divisió (10)
  - AFC Centre: 1970, 1973, 1981, 1988, 1990.
  - AFC Nord: 2005, 2009, 2013, 2015, 2021.

## Estadis
- Nippert Stadium (1968-1969)
- Riverfront Stadium (1970-1995)
- Cinergy Field (1996-1999)
- Paul Brown Stadium (2000-actualment)